# 2e cérémonie des David di Donatello
La 2e cérémonie des David di Donatello s'est déroulée le 3 août 1957. 

## Palmarès
- Meilleur réalisateur : 
  - Federico Fellini pour Les Nuits de Cabiria
- Meilleur acteur étranger :
  - Laurence Olivier pour Richard III
- Meilleure actrice :
  - Ingrid Bergman pour Anastasia
- Meilleur producteur :
  - Dino De Laurentiis pour Les Nuits de Cabiria ex æquo avec
  - Renato Gualino pour L'Empire du soleil (it)
- Meilleur producteur étranger :
  - Laurence Olivier pour Richard III ex æquo avec
  - Jack L. Warner pour Géant

- Plaque d'or :
  - Alberto Lattuada pour Guendalina
  - Alberto Ancilotto (it) pour L'incanto della foresta
- Plaque d'argent :
  - Vittorio De Seta pour Isole di fuoco (it)
- David d'argent :
  - Antonio Petrucci pour Parma città d'oro